# God Bless the USA
"God Bless the USA" é uma canção patriótica americana composta e gravada pelo músico Lee Greenwood para o álbum You've Got a Good Love Comin de 1984. No lançamento, alcançou a posição #7 nas paradas de música country da Billboard e foi tocada na Convenção Nacional do Partido Republicano naquele mesmo ano, em 1984, quando o presidente Ronald Reagan e a primeira-dama Nancy Reagan apareceram, mas a canção ganhou notoriedade nacional sete anos mais tarde, em 1991, durante a Guerra do Golfo, quando foi usada para aumentar a moral do povo e das tropas. Frente a este ressurgimento de sucesso, Greenwood relançou a canção em 1992 no álbum American Patriot.
A canção voltou a popularidade após os atentados de 11 de setembro de 2001 e durante a invasão do Iraque de 2003, sendo relançada para single, reentrando nas paradas de sucesso, inclusive na posição #16 da Billboard Hot 100. Em 2003, a canção foi regravada e lançada com o título "God Bless the U.S.A. 2003." 
Este single já vendeu mais de um milhão de cópias nos Estados Unidos, até julho de 2015.

## Desempenho
| Tabelas musicais (1984)                        | Melhor posição |
| ---------------------------------------------- | -------------- |
| Estados Unidos - Hot Country Songs             | 7              |
| Estados Unidos - Hot Adult Contemporary Tracks | 26             |
| Tabelas musicais (2001)                        | Melhor posição |
| Estados Unidos - Hot Country Songs             | 16             |
| Estados Unidos - Billboard Hot 100             | 16             |
| Estados Unidos - Hot Adult Contemporary Tracks | 12             |

## Versão de Beyoncé Knowles
"God Bless the USA" é uma canção patriótica originalmente gravada por Lee Greenwood. A música foi regravada por Beyoncé em 2008 mas só foi lançada oficialmente para download digital no dia 6 de Maio de 2011.

### Sobre a música
A canção foi gravada em 2008 para a campanha presidencial do presidente Barack Obama, mas a música não foi lançada por Beyoncé na época. No dia 6 de Maio de 2011, Beyoncé lançou a música oficialmente para download digital no site iTunes. Todo dinheiro arrecado com a música será doado para o New York Police and Fire Widows' and Children's Benefit Fund com o objetivo de ajudar as vítimas dos ataques de 11 de setembro de 2001.

### Divulgação
A música teve sua estreia no programa de televisão Piers Morgan Tonight da rede CNN.
| “ | Eu não consigo pensar em uma maneira mais apropriada para ajudar essas famílias. Mesmo dez anos depois da tragédia, o 11 de setembro ainda é um assunto muito doloroso para todos os americanos, especialmente para aqueles que perderam entes queridos. | ” |

A rede CNN divulgou também o videoclipe da música que mostra acontecimentos recentes como furacões, terremotos, tsunamis, a morte de Osama bin Laden, susto, terror, entre outras coisas.
No dia 5 de julho de 2011 Beyoncé performou a canção no 'Macy's 4th of July Fireworks Spectacular' exibido na rede de TV americana NBC. A canção serviu como antecedentes de uma longa queima de fogos de artifício em comemoração do aniversário dos Estados Unidos, no mesmo dia a Estátua da liberdade completava seu 125° aniversário.

### Faixas e formatos
| Download digital |                     |         |  |
| N.º              | Título              | Duração |  |
| 1.               | "God Bless the USA" | 2:44    |  |

### Prêmios
| Ano  | Cerimônia                  | Categoria                   | Resultado |
| ---- | -------------------------- | --------------------------- | --------- |
| 2011 | VH1 "Do Something!" Awards | "Do Something Charity Song" | Indicado  |

## Bíblia "God Bless the U.S.A."
Em 2024, Greenwood e Donald Trump colaboraram para lançar Bíblias temáticas do rei Jaime VI da Escócia e I de Inglaterra "inspiradas" na música. Cada Bíblia inclui "a Constituição dos Estados Unidos, a Declaração dos Direitos, a Declaração de Independência e Juramento de Fidelidade, bem como um coro manuscrito da famosa canção de Greenwood". O site associado afirma que a Bíblia "não é política" ou vinculada à sua campanha presidencial em andamento, mas também a descreve como a única Bíblia endossada por Trump.